# 杰拉德·柯伊伯奖
杰拉德·柯伊伯奖（英语：Gerard P. Kuiper Prize）是美国天文学会每年颁发的奖项，以奖励在行星科学领域做出突出贡献的天文学家，这是一项终身成就奖。该奖以天文学家杰拉德·柯伊伯的名字命名。

## 获奖者
- 1984   尤金·舒梅克
- 1985   弗雷德·惠普尔
- 1986   乔治·韦瑟里尔
- 1987   Donald M. Hunten
- 1988   Rudolph A. Hanel
- 1989   詹姆斯·波拉克
- 1990   维克托·萨夫罗诺夫
- 1991   Edward Anders
- 1992   皮特·戈德赖希（英语：Peter Goldreich）
- 1993   詹姆斯·阿诺德（英语：James R. Arnold）
- 1994   詹姆斯·范·艾伦
- 1995   迈克尔·贝尔顿[1]
- 1996   Barney J. Conrath
- 1997   欧文·夏皮罗
- 1998   卡尔·萨根
- 1999   Armand H. Delsemme
- 2000  康威·利奥维（英语：Conway B. Leovy）
- 2001   布鲁斯·哈普克
- 2002   埃伯哈德·格倫（英语：Eberhard Grün）
- 2003   史蒂芬·奧斯特羅（英语：Steven J. Ostro）
- 2004   卡爾·彼得斯
- 2005   威廉·哈伯德
- 2006   戴爾·克魯克香克（英语：Dale P. Cruikshank）
- 2007   安德魯·英格索爾（英语：Andrew Ingersoll）
- 2008   麥可·阿赫恩（英语：Michael A'Hearn）
- 2009   托拜厄斯·欧文
- 2010   杰夫·库齐
- 2011   威廉·沃德
- 2012   达雷尔·斯特罗贝尔
- 2013   約瑟夫·維佛卡（英语：Joseph Veverka）
- 2014   皮特·吉尔拉什
- 2015   翁玉林
- 2016   斯坦頓·皮爾（英语：Stanton J. Peale）
- 2017   玛格丽特·凯沃森（英语：Margaret G. Kivelson）
- 2018   胡利奧·安赫爾·費南德茲（英语：Julio Ángel Fernández）
- 2019   瑪莉亞·祖柏（英语：Maria Zuber）
- 2020   葉永烜